# El diari de Noel
El diari de Noel (títol original en anglès, The Noel Diary) és una pel·lícula romàntica estatunidenca dirigida por Charles Shyer, produïda por Margret H. Huddleston. La producció és protagonitzada per Justin Hartley, Barrett Doss, Bonnie Bedelia, Treat Williams i James Remar. El film es va estrenar el 24 de novembre del 2022. Aquesta pel·lícula té subtítols en català.
Es tracta d'una adaptació de la novel·la The Noel diary de Richard Paul Evans.

## Argument
En morir la seva mare, amb la qual no tenia cap contacte des de feia més de 20 anys, l’exitós novel·lista Jake Turner (Justin Hartley) torna al seu poble de naixement per Nadal, per prendre possessió de la casa que ha heretat. És aquí on descobreix un diari que podria amagar els seus secrets, a més dels de Rachel (Barret Doss), una misteriosa jove que té una missió pròpia per dur a terme. Tots dos faran front al passat i descobriran que el futur és quelcom impredictible.

## Personatges
“The Noel diary” té com a protagonistes a Justin Hartley, Barret Doss, Bonnie Bedelia, Treat Williams i James Remar.
- Jake Turner és un famós novel·lista que torna a la seva ciutat de naixement en morir la seva mare.
- Rachel, una noia misteriosa que apareix a la vida de Jake perquè està buscant la seva mare biològica.
- Scott Turner és el pare de Jack, amb qui no té contacte des de fa 30 anys.

## Producció
Les empreses productores són Change Up Productions, Johnson Production Group, Netflix, Synthetic Cinema International.

### Distribuïdor
La pel·lícula es pot veure a la plataforma Netflix.

### Lloc de rodatge
The Noel Diary es va gravar en diversos llocs de l'estat de Connecticut.

## Música[6]
- Noel Blanc: interpretada per Sacha Distel
- Diana: interpretada per Art Pepper Quartet
- For Lois: interpretada per David Morgan
- Sweet Christmas Memories: composta per Minnie Murphy, Charles Shyer
- I’ll Be Home for Christmas: interpretada per Steve Tyrell
- Christmas in Connecticut with You: composta per Charles Shyer, Minnie Murphy
- Baby Won’t You Please Come Home: interpretada per Barrett Doss
- Merry Christmas Darling (and a Happy New Year Too): interpretada per The Uniques
- Sha La Da La La (Christmas Time): interpretada per The Sha La Das
- Stormy Weather (Keeps Rainin’ All the Time): interpretada per Barrett Doss
- Silent Night: interpretada per The Temptations
- Christmas in your Heart: composta per Charles Shyer, Minnie Murphy

## Repartiment
| Actor / actriu original | Personatge fictici       |
| ----------------------- | ------------------------ |
| Justin Hartley          | Jake Turner              |
| Barret Doss             | Rachel                   |
| Bonnie Bedelia          | Amiga de la mare de Jake |
| James Remar             | Scott Turner             |